# Heilung
Heilung, av bandet själva stiliserat som HEILUNG, är ett Köpenhamnsbaserat nordiskt musikkollektiv inom genren neofolk som bildades 2014 av tyskfödde Kai Uwe Faust, och danske Christopher Juul. Året därpå anslöt sig den norska sångerskan Maria Franz, Juuls flickvän. Deras musik bygger på texter och runinskrifter från germanska folk från järnåldern och vikingatiden. Heilung beskriver sin musik som "förstärkt historia från det förkristna norra Europa". Texterna handlar vanligtvis om fornnordiska gudar, jättar och valkyrior. Bandnamnet "Heilung" är tyska och betyder "bot, läkning".

## Medlemmar
Heilung har flera återkommande extramedlemmar vid turné:
- Obban (2019-nuvarande)
- Jacob Lund (2017-nuvarande)
- Nicolas Schipper (2021-nuvarande)
- Annicke Shireen (2018-nuvarande)
- Mira Ceti (2021-nuvarande)
- Emilie Lorentzen (2018-2022)
- Juan Pino (2017-2018)
- Alex Opazo (2017-2022)
- Jonas Lorentzen (2017-2018)

En mängd medlemmar uppges ingå i deras showgrupp, bland dessa en svensk, Obban från Västra Götaland.

## Diskografi
- Ofnir (2015, självutgivet)
- Lifa (2017)
- Ofnir (2018, återsläpp)
- ᚠᚢᚦᚨ (Futha, 2019)
- ᛞᚱᛁᚠ (Drif, 2022)

## Fotnoter
1. ↑  Season of Mist. ”Heilung, Lifa album, Amplified History / Neofolk (news, biography, releases, downloads, line-up, tour dates) - Season of Mist, Metal Label”. season-of-mist.com. http://season-of-mist.com/bands/heilung.
2. ↑  Thorley, Andy (4 december 2017). ”Featured Band: Heilung”. Maximum Volume Music. http://www.maximumvolumemusic.com/featured-band-heilung/. Läst 2 maj 2024.
3. ↑  West-Knights, Imogen (2 september 2022). ”The Sound of the Vikings, With a Heavy Metal Twist” (på amerikansk engelska). The New York Times. ISSN 0362-4331. https://www.nytimes.com/2022/09/02/arts/music/the-sound-of-the-vikings-with-a-heavy-metal-twist.html. Läst 2 maj 2024.
4. 1 2  Discogs. ”Heilung”. discogs.com. https://www.discogs.com/artist/4706560-Heilung. Läst 2 maj 2024.
5. ↑  Sarnecki, Simon (21 november 2023). ”Obban tog ayahuasca – blev asatroende”. Sveriges Radio. https://sverigesradio.se/avsnitt/obban-tog-ayahuasca-blev-asatroende. Läst 2 maj 2024.
6. ↑  Sveriges Radio: Verkligheten i P3 - med Obban STT.se - Obban påminner oss om vär historia